# 倉島今朝徳
倉島 今朝徳（くらしま けさのり、1940年6月24日 - 2013年7月3日）は、長野県出身のプロ野球選手（捕手・内野手）。

## 来歴・人物
長中3年生の時に野球を始め、上田松尾高では1年生の時、神津進投手とバッテリーを組み、1957年夏の甲子園に捕手、六番打者として出場。前年度優勝校の平安高を降し準々決勝に進出するが、この大会に優勝した広島商の山中英明（法大）に完封負けを喫した。同年秋の静岡国体は1回戦で 早実高を降すが、準々決勝で法政二高の延藤謙吉（三重交通）らに抑えられ完封負け。翌1958年春季北信越大会に進むが、準決勝で小松実に敗退。1959年夏は県予選準々決勝で小諸商に敗れる。
卒業後は明治大学へ進学。東京六大学野球リーグでは1961年春季リーグで優勝。同年の全日本大学野球選手権大会に出場するが、準決勝で日大に敗れる。1年上に辻佳紀捕手がおり、その兼ね合いから一塁手としても起用された。しかし1962年秋季リーグに辻が欠場したため、その後はレギュラー捕手となる。1963年には主将・四番打者をつとめるが、秋季リーグ明立2回戦で走者帰塁の際の接触プレーを巡り双方の選手が乱闘、その責任を負い出場停止処分を受ける。リーグ通算54試合出場、182打数52安打、打率.286、1本塁打、18打点。大学同期に投手の石岡康三、外野手の三浦和美がいる。
石岡と共に1964年に国鉄スワローズに入団。同年はイースタン・リーグのベストナイン（一塁手）に選出され、ジュニアオールスターにも出場した。一軍では主に代打としての出場が多かったが、一塁手、捕手としても起用された。1967年10月、阪神タイガース戦で初の先発マスクを被る。1969年6月には豊田泰光の急な欠場で、1試合ではあるが四番打者、一塁手として先発出場している。1969年限りで引退。ヤクルト本社役員を経てヤクルト球団のフロント入りし、球団専務、連盟担当(球団代表)、セ・リーグ理事長を歴任した。2011年に退団。2013年7月3日、心不全で死去。73歳没。

## 詳細情報

### 年度別打撃成績
| 年 度     | 球 団                  | 試 合 | 打 席 | 打 数 | 得 点 | 安 打 | 二 塁 打 | 三 塁 打 | 本 塁 打 | 塁 打 | 打 点 | 盗 塁 | 盗 塁 死 | 犠 打 | 犠 飛 | 四 球 | 敬 遠 | 死 球 | 三 振 | 併 殺 打 | 打 率 | 出 塁 率 | 長 打 率 | O P S |
| --------- | ---------------------- | ----- | ----- | ----- | ----- | ----- | -------- | -------- | -------- | ----- | ----- | ----- | -------- | ----- | ----- | ----- | ----- | ----- | ----- | -------- | ----- | -------- | -------- | ----- |
| 1964      | 国鉄 サンケイ アトムズ | 15    | 10    | 10    | 0     | 2     | 1        | 0        | 0        | 3     | 0     | 0     | 0        | 0     | 0     | 0     | 0     | 0     | 2     | 1        | .200  | .200     | .300     | .500  |
| 1965      | 国鉄 サンケイ アトムズ | 15    | 16    | 16    | 0     | 3     | 0        | 0        | 0        | 3     | 0     | 0     | 0        | 0     | 0     | 0     | 0     | 0     | 7     | 1        | .188  | .188     | .188     | .375  |
| 1966      | 国鉄 サンケイ アトムズ | 2     | 2     | 1     | 0     | 0     | 0        | 0        | 0        | 0     | 0     | 0     | 0        | 0     | 0     | 1     | 0     | 0     | 1     | 0        | .000  | .500     | .000     | .500  |
| 1967      | 国鉄 サンケイ アトムズ | 8     | 11    | 11    | 3     | 4     | 0        | 0        | 1        | 7     | 1     | 0     | 0        | 0     | 0     | 0     | 0     | 0     | 1     | 0        | .364  | .364     | .636     | 1.000 |
| 1968      | 国鉄 サンケイ アトムズ | 38    | 46    | 42    | 2     | 11    | 1        | 0        | 0        | 12    | 3     | 0     | 0        | 0     | 0     | 4     | 0     | 0     | 13    | 0        | .262  | .326     | .286     | .612  |
| 1969      | 国鉄 サンケイ アトムズ | 40    | 44    | 41    | 0     | 8     | 0        | 0        | 0        | 8     | 4     | 0     | 0        | 0     | 1     | 1     | 0     | 1     | 13    | 0        | .195  | .233     | .195     | .428  |
| 通算：6年 | 通算：6年              | 118   | 129   | 121   | 5     | 28    | 2        | 0        | 1        | 33    | 8     | 0     | 0        | 0     | 1     | 6     | 0     | 1     | 37    | 2        | .231  | .273     | .273     | .546  |

- 国鉄（国鉄スワローズ）は、1965年途中にサンケイ（サンケイスワローズ）に、1969年にアトムズに球団名を変更

### 背番号
- 9 （1964年 - 1966年）
- 31 （1967年）
- 28 （1968年 - 1969年）